# اچ‌ام‌اس نپتون (۱۸۳۲)
اچ‌ام‌اس نپتون (۱۸۳۲) (به انگلیسی: HMS Neptune (1832)) یک کشتی بود که طول آن ۲۰۵ فوت ۵٫۵ اینچ (۶۲٫۶۲۴ متر) بود. این کشتی در سال ۱۸۳۲ ساخته شد.